# Старичі (Хорватія)
Старичі (хорв. Starići) — населений пункт у Хорватії, в Істрійській жупанії у складі міста Пореч.

## Населення
Населення за даними перепису 2011 року становило 8 осіб.
Динаміка чисельності населення поселення:

## Клімат
Середня річна температура становить 13,88 °C, середня максимальна – 27,24 °C, а середня мінімальна – -0,22 °C. Середня річна кількість опадів – 841 мм.
| Клімат поселення                              | Клімат поселення | Клімат поселення | Клімат поселення | Клімат поселення | Клімат поселення | Клімат поселення | Клімат поселення | Клімат поселення | Клімат поселення | Клімат поселення | Клімат поселення | Клімат поселення | Клімат поселення |
| Показник                                      | Січ.             | Лют.             | Бер.             | Квіт.            | Трав.            | Черв.            | Лип.             | Серп.            | Вер.             | Жовт.            | Лист.            | Груд.            |                  |
| Середній максимум, °C                         | 10,10            | 10,80            | 14,00            | 17,39            | 22,43            | 26,54            | 27,24            | 27,04            | 22,46            | 17,98            | 13,10            | 9,54             |                  |
| Середня температура, °C                       | 4,93             | 5,64             | 8,83             | 12,22            | 17,26            | 21,36            | 23,74            | 23,53            | 18,96            | 14,47            | 9,60             | 6,02             |                  |
| Середній мінімум, °C                          | −0,22            | 0,47             | 3,66             | 7,05             | 12,08            | 16,20            | 20,22            | 20,03            | 15,45            | 10,96            | 6,08             | 2,51             |                  |
| Норма опадів, мм                              | 60               | 50               | 59               | 67               | 62               | 73               | 49               | 74               | 83               | 97               | 94               | 73               |                  |
| Середньомісячна швидкість вітру, м/с          | 2.22             | 2.46             | 2.57             | 2.57             | 2.32             | 2.24             | 2.24             | 2.19             | 2.25             | 2.44             | 2.51             | 2.39             |                  |
| Середньомісячна сонячна радіація, кДж/м²·день | 4460             | 7388             | 10778            | 15337            | 19635            | 21379            | 22499            | 19373            | 14245            | 9061             | 4926             | 3797             |                  |
| --------------------------------------------- | ---------------- | ---------------- | ---------------- | ---------------- | ---------------- | ---------------- | ---------------- | ---------------- | ---------------- | ---------------- | ---------------- | ---------------- | ---------------- |
| Джерело:                                      |                  |                  |                  |                  |                  |                  |                  |                  |                  |                  |                  |                  |                  |